# کیت اومارا
کیت اومارا (انگلیسی: Kate O'Mara؛ ۱۰ اوت ۱۹۳۹ – ۳۰ مارس ۲۰۱۴) یک هنرپیشه اهل بریتانیا بود.
از فیلم‌ها یا برنامه‌های تلویزیونی که وی در آن نقش داشته است می‌توان به از جان گذشتگان اشاره کرد.